# Сладковський район
Сладко́вський район (рос. Сладковский район) — муніципальний район в складі Тюменської області, Росія.
Адміністративний центр — село Сладково.

## Географія
Район розташований на південному сході Тюменської області в лісостеповій зоні. На сході він межує — з Омською областю, на півдні — з Казахстаном, на заході — з Казанським, на північному заході — з Ішимським, на півночі — з Абатським районами Тюменської області.
На території району розташовано 108 озер. Найбільше з них — озеро Таволжан, площа його 7100 га, протяжність досягає 15 км.

## Історія
Сладковський район з центром у селі Сладковське утворено 3 листопада 1923 року у складі Ішимського округу Уральської області на території колишніх Рождественської, Сладковської, Усовської та частини Маслянської волостей Ішимського повіту Тюменської губернії. До його складу увійшли 22 сільради: Александровська, Бековська, Большівська, Задонська, Каравайська, Катайська, Красивська, Лопазнівська, Малиновська, Михайловська, Нікулінська, Новоказанська, Новомаслянська, Новоніколаєвська, Пелевінська, Покровська, Рождественська, Сладковська, Станиченська, Стрункинська, Таволжанська та Усовська.
1 січня 1932 року Сладковський район разом із сусіднім Абатським районом були об'єднані в новий Маслянський район з центром у селі Маслянське. 17 січня 1934 року він увійшов до складу Челябінської області. 27 вересня 1934 року утворено Юр'євську селищну раду, 7 грудня район увійшов до складу Омської області. 25 січня 1935 року був відновлений Абатський район, центр Маслянського району перенесено до села Сладковське. 1937 року Юр'євська селищна рада перейменована в Менжинську сільраду. 19 вересня ліквідовані Большівська, Михайловська, Пелевінська та Таволжанська сільради. 14 серпня 1944 року район увійшов до складу новоутвореної Тюменської області.
14 червня 1954 року ліквідовані Катайська, Малиновська, Менжинська та Новоніколаєвська сільради. 11 грудня 1958 року Новомаслянська сільрада перейменована в Маслянську. 16 жовтня 1959 року відновлено Менжинську сільраду, ліквідовано Задонську сільраду, Бековська сільрада перейменована в Степнівську, Каравайська — в Майську. 18 липня 1960 року ліквідовані Покровська та Станиченська сільради. 5 жовтня 1961 року ліквідовано Красивську сільраду. 28 червня 1962 року ліквідовано Лопазнівську сільраду. 1 лютого 1963 року район ліквідовано, територія увійшла до складу укрупненого Казанського сільського району.
12 січня 1965 року відновлено Сладковський район з центром у селі Сладково. До його складу увійшли 11 сільрад. 28 лютого 1966 року Новоказанська сільрада перейменована на Лопазнівську. 12 червня 1969 року Стрункинська сільрада перейменована в Новоандрієвську.

## Населення
Населення району становить 9968 осіб (2020; 10412 у 2018, 12264 у 2010, 15052 у 2002).

## Адміністративно-територіальний поділ
На території району 10 сільських поселень:
| Поселення                          | Площа, км² | Населення, осіб (2002) | Населення, осіб (2010) | Населення, осіб (2018) | Населення, осіб (2020) | Центр         | Населені пункти |
| ---------------------------------- | ---------- | ---------------------- | ---------------------- | ---------------------- | ---------------------- | ------------- | --------------- |
| Александровське сільське поселення | 547,91     | 1522                   | 1186                   | 1003                   | 967                    | Александровка | 4               |
| Лопазнівське сільське поселення    | 389,47     | 1082                   | 868                    | 662                    | 631                    | Лопазне       | 3               |
| Майське сільське поселення         | 268,31     | 1015                   | 808                    | 739                    | 695                    | Майка         | 4               |
| Маслянське сільське поселення      | 287,12     | 2098                   | 1749                   | 1430                   | 1344                   | Маслянський   | 7               |
| Менжинське сільське поселення      | 693,26     | 1251                   | 817                    | 605                    | 565                    | Менжинське    | 7               |
| Нікулінське сільське поселення     | 228,42     | 809                    | 680                    | 585                    | 562                    | Нікуліно      | 3               |
| Новоандрієвське сільське поселення | 314,63     | 995                    | 767                    | 639                    | 599                    | Новоандрієвка | 5               |
| Сладковське сільське поселення     | 276,52     | 4159                   | 3805                   | 3473                   | 3389                   | Сладково      | 4               |
| Степнівське сільське поселення     | 343,32     | 644                    | 447                    | 345                    | 347                    | Степне        | 5               |
| Усовське сільське поселення        | 673,82     | 1477                   | 1137                   | 931                    | 869                    | Усово         | 4               |

## Найбільші населені пункти
Населені пункти з чисельністю населення понад 1000 осіб:
| № | Населений пункт | Населення, осіб (2002) | Населення, осіб (2010) |
| - | --------------- | ---------------------- | ---------------------- |
| 1 | Сладково        | 3477                   | 3303                   |
| 2 | Маслянський     | 1725                   | 1489                   |